# Wick Heritage Centre

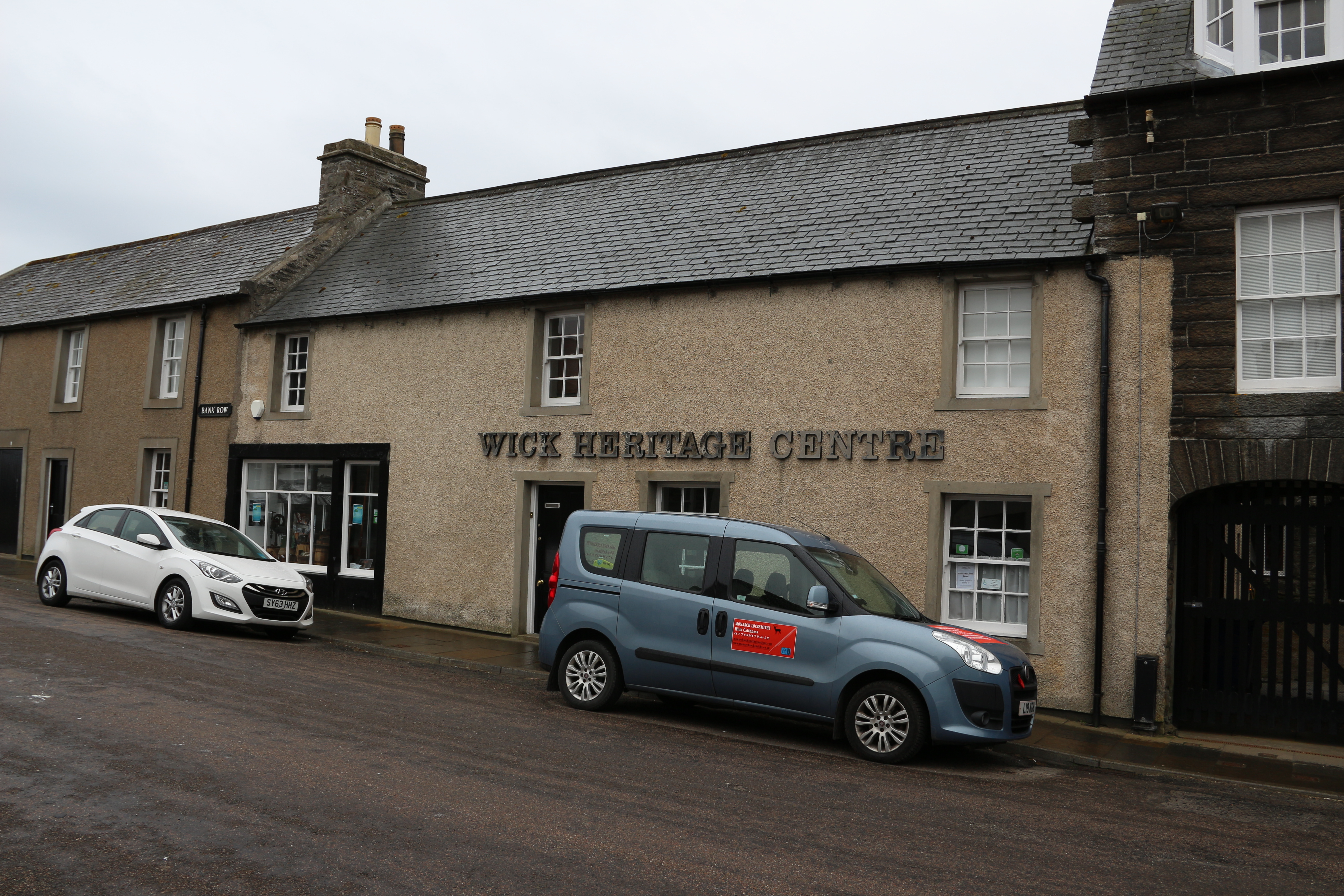
Wick Heritage Centre (Fokus auf das mittlere Gebäude)

Das Wick Heritage Centre ist ein Heimatmuseum in der schottischen Ortschaft Wick. Das Gesamtbauwerk wurde 1983 in die schottischen Denkmallisten in der höchsten Denkmalkategorie A aufgenommen.

## Geschichte
Eine der Maßnahmen, um im Rahmen der Highland Clearances von ihrem Land Vertriebenen eine berufliche Perspektive zu bieten, war die Schaffung von Arbeitsplätzen in der boomenden Fischerei. Wick erstreckte sich zu dieser Zeit am linken Ufer des Wick an dessen Mündung in die Nordsee. Als Fischereiort wurde im späten 18. und frühen 19. Jahrhundert Pulteneytown als Plansiedlung für die British Fisheries Society am gegenüberliegenden Wick-Ufer errichtet. Thomas Telford war mit der Planung der neuen Siedlung betraut. Heute ist Pulteneytown ein Ortsteil von Wick.
Die Gebäude des Wick Heritage Centers unter der Adresse 19–27 Bank Row in Lower Pulteneytown befinden sich im ursprünglich von Telford angelegten Zentrum Pulteneytowns. Sie wurden im frühen 19. Jahrhundert errichtet und bilden zusammen mit verschiedenen weiteren Bauwerken in Lower Pulteneytown ein Denkmalensemble der Kategorie A. Sie gelten als die letzten erhaltenen Gebäude in Pulteneytown, das bis zu Beginn des Ersten Weltkriegs zu den geschäftigsten Häfen der Heringsfischerei des Vereinigten Königreichs und Nordeuropas zählte, in denen Heringe gepökelt und geräuchert wurden.

## Ausstellung
Die Ausstellung des Wick Heritage Centres befasst sich mit der Ortsgeschichte und fokussiert dabei auf das alltägliche Leben sowie die Fischerei mit ihren nachgeschalteten Arbeitsprozessen. In einzelnen Räumen werden verschiedene Aspekte des örtlichen Lebens im 19. Jahrhundert durch zeitgenössische Exponate visualisiert. Ergänzend finden sich Bereiche zu weiteren heimatgeschichtlichen Themen, eine kleine Bildergalerie, eine Militariasammlung sowie eine Ausstellung von Kleidung des Viktorianischen und Edwardianischen Zeitalters.

## Gebäude
Die drei zweigeschossigen Gebäude erstrecken sich entlang der Südseite der Bank Row und befinden sich in Hafennähe. Die zwölfteiligen Sprossenfenster der Obergeschosse sind weitgehend symmetrisch auf vier, drei beziehungsweise sechs Achsen angeordnet. Mit Ausnahme des rechten Gebäudes, das ein Sichtmauerwerk aus gereihten Quadern verschiedener Größen zeigt, sind die Fassaden der länglichen Gebäude mit Harl verputzt. Die Eingangstüren des rechten Gebäudes sind mit schlichten Oberlichtern ausgeführt. Des Weiteren befindet sich links ein segmentbogiger Torweg auf den gepflasterten Innenhof, auf dem einst Heringe gepökelt wurden. Aus seinem Dach treten abgekantete Gauben heraus. Das mittlere Gebäude verfügt an der linken Seite über ein Schaufenster mit nebenliegender Eingangstür. Die Dächer sind mit grauem Schiefer eingedeckt und mit firstständigen Kaminen ausgeführt.